# IC 201
IC 201 је спирална галаксија у сазвјежђу Кит која се налази на листи објеката дубоког неба у Индекс каталогу.
Деклинација објекта је + 9° 6' 56" а ректасцензија 2h 7m 15,2s. Привидна величина (магнитуда) објекта IC 201 износи 16,0 а фотографска магнитуда 16,8. IC 201 је још познат и под ознакама NPM1G +08.0074, PGC 212916.